# Diglossa gloriosa
Diglossa gloriosa  (лат.) — вид птиц из семейства танагровых. Птицы обитают в субтропических и тропических засушливых, горных влажных и сильно деградированных лесах и горных кустарниковых зарослях, на высоте 2500—4100 метров над уровнем моря, в Андах Венесуэлы в штатах Тачира, Мерида и Трухильо. Длина тела 13,5 см, масса около 11 грамм.